# Gina Martin
Gina Martin   (Regne Unit, c. 1993) és una activista i autora britànica. És coneguda pel seu cas judicial per il·legalitzar l'upskirting al Regne Unit, que va resultar en la Llei de (delictes de) Voyeurisme de 2019. Martin també és autora del llibre Be the Change: A Toolkit for the Activist in You i va rebutjar l'Ordre de l'Imperi Britànic el 2020.

## Biografia
Al juny del 2017, Martin va assistir al festival d'estiu britànic a Hyde Park i va descobrir que un home li havia fet una foto de la roba interior sota la faldilla. Va portar el seu telèfon a la policia, que li va dir que l'acte no era il·legal i, per tant, no podien fer cap acció. Després de publicar l'incident a Facebook, la seva història es va fer viral i es va iniciar una petició en línia per reobrir el seu cas. La petició va rebre més de 100.000 signatures i Martin va començar a fer campanyes per canviar la llei al costat de l'advocat Ryan Whelan. Martin va fer campanya mentre treballava a temps complet i va rebre una gran quantitat d'assetjament en línia, inclosos centenars d'amenaces de violació.
El març de 2018, el diputat Wera Hobhouse va presentar una llei per convertir les fotos a sota de la faldilla en un delicte penal. Tot i que el projecte de llei va ser bloquejat inicialment pel diputat conservador Christopher Chope, va ser aprovat per la Cambra dels Lords el febrer de 2019 i la llei de voyeurisme (ofenses) de 2019 va entrar en vigor l'abril del mateix any.
Des de la seva campanya, Martin ha escrit per a Grazia, Glamour i The Daily Telegraph i al juny de 2019 va publicar un llibre sobre activisme titulat Be the Change: A Toolkit for the Activist in You. Martin també és ambaixador d'ONU Dones. Allotja un programa de ràdio anomenat Gina's Gamechangers a BBC Radio 5 Live i el podcast Might Delete Later amb la seva germana Stevie Martin.
El 2019, Martin va ser inclosa a la llista de 100 dones de la BBC i a la llista Time 100 Next.
Va treballar amb el model Nyome Nicholas-Williams per fer campanyes contra la política de nuesa d'Instagram després que la plataforma fos acusada de racisme per haver esborrat imatges de Nicholas-Williams del lloc mentre conservava imatges similars de dones blanques, cosa que va provocar un canvi a la política.
Martin va rebutjar una Orde de l'Imperi Britànic el 2020, al·legant preocupacions sobre la "violència i opressió" de l'Imperi Britànic.

## Vida personal
Martin és originària de Liverpool i ara viu a Londres. Té una tortuga anomenada Gary.